# 大五郎 (焼酎)
大五郎（だいごろう）は、アサヒビールから発売されている甲類焼酎の商品名。業界初のペットボトル入り大容量焼酎。

## 概要
1985年に協和発酵工業から発売された。2002年にアサヒビールが協和発酵工業から事業を受け継いだ。2006年に同じアサヒグループのニッカウヰスキーが事業を吸収したが、製造は協和発酵時代から継続して北九州市の門司工場が主に担当している。
糖蜜を原料にし大量生産に向く連続式蒸留により製造される甲類焼酎の性質である、安価でクセがなく飲みやすいことが特徴であり、家庭で飲まれる大衆酒としての地位を築いた。
2020年のコロナ禍の際には、政府の要請で原料用アルコールの一部を消毒用アルコールに転用することになり、大容量ボトル製品が発売中止になった。
松本俊彦によると、かつては重症のアルコール依存症が飲むものといえば大五郎などであると相場は決まっていたとのこと。それがアルコール度数9%のストロング系チューハイが登場してきてからは、こちらにそのポジションを取って代わられているとのこと。

## CM
協和発酵時代の1990年代にはテレビCMも頻繁に流され、中でもとみたいちろう（MoJo）が歌う「俺とお前と大五郎」は名物ソングとして知られた。アサヒビールへの移管後の2006年にも、氷川きよしが歌うリメイク版が作られている。